# 萊昂斯鎮區 (愛荷華州米爾斯縣)
萊昂斯鎮區（英語：Lyons Township）是位於美國愛荷華州米爾斯縣的一個行政鎮區。

## 地方資料
根據2010年美國人口普查的數據，萊昂斯鎮區的面積為83.93平方千米，當中陸地面積為82.41平方千米，而水域面積為1.52平方千米。當地共有人口247人，而人口密度為每平方千米2.94人。